# Tolpia brachyptera
Tolpia brachyptera là một loài bướm đêm trong họ Erebidae.